# EPrix van Parijs 2017
De ePrix van Parijs 2017 werd gehouden op 20 mei 2017 op het Circuit des Invalides. Het was de zesde race van het seizoen.
De race werd gewonnen door Sébastien Buemi voor het team Renault e.Dams, die zijn vijfde overwinning van het seizoen behaalde. José María López behaalde een tweede plaats voor zijn team DS Virgin Racing, wat zijn eerste podiumplaats uit zijn carrière betekende. Mahindra Racing Formula E Team-coureur Nick Heidfeld maakte het podium compleet.

## Kwalificatie
| Pos                 | No | Coureur                | Team                           | Q1       | Q2       | Grid |
| ------------------- | -- | ---------------------- | ------------------------------ | -------- | -------- | ---- |
| 1                   | 9  | Sébastien Buemi        | Renault e.Dams                 | 1:02.171 | 1:02.319 | 1    |
| 2                   | 25 | Jean-Éric Vergne       | Techeetah                      | 1:02.274 | 1:02.325 | 2    |
| 3                   | 37 | José María López       | DS Virgin Racing               | 1:02.384 | 1:02.640 | 3    |
| 4                   | 88 | Oliver Turvey          | NextEV NIO                     | 1:02.459 | 1:02.910 | 14   |
| 5                   | 33 | Esteban Gutiérrez      | Techeetah                      | 1:02.597 | 1:13.287 | 4    |
| 6                   | 23 | Nick Heidfeld          | Mahindra Racing Formula E Team | 1:02.611 |          | 5    |
| 7                   | 19 | Felix Rosenqvist       | Mahindra Racing Formula E Team | 1:02.617 |          | 6    |
| 8                   | 27 | Robin Frijns           | MS Amlin Andretti              | 1:02.654 |          | 7    |
| 9                   | 20 | Mitch Evans            | Panasonic Jaguar Racing        | 1:02.687 |          | 8    |
| 10                  | 8  | Nicolas Prost          | Renault e.Dams                 | 1:02.746 |          | 9    |
| 11                  | 6  | Mike Conway            | Faraday Future Dragon Racing   | 1:02.808 |          | 10   |
| 12                  | 3  | Nelson Piquet jr.      | NextEV NIO                     | 1:02.810 |          | 11   |
| 13                  | 7  | Jérôme d'Ambrosio      | Faraday Future Dragon Racing   | 1:02.814 |          | 12   |
| 14                  | 11 | Lucas di Grassi        | ABT Schaeffler Audi Sport      | 1:02.840 |          | 13   |
| 15                  | 5  | Tom Dillmann           | Venturi Formula E Team         | 1:03.024 |          | 15   |
| 16                  | 66 | Daniel Abt             | ABT Schaeffler Audi Sport      | 1:03.071 |          | 16   |
| 17                  | 28 | António Félix da Costa | MS Amlin Andretti              | 1:03.628 |          | 17   |
| 18                  | 2  | Sam Bird               | DS Virgin Racing               | 1:03.573 |          | 18   |
| 19                  | 47 | Adam Carroll           | Panasonic Jaguar Racing        | 1:03.771 |          | 19   |
| 20                  | 4  | Stéphane Sarrazin      | Venturi Formula E Team         | 1:06.121 |          | 20   |
| 110% tijd: 1:08.388 |    |                        |                                |          |          |      |

## Race
| Pos | No | Coureur                | Team                           | Rondes | Tijd/Oorzaak uitval | Grid | Punten |
| --- | -- | ---------------------- | ------------------------------ | ------ | ------------------- | ---- | ------ |
| 1   | 9  | Sébastien Buemi        | Renault e.Dams                 | 49     | 59:41.125           | 1    | 28     |
| 2   | 37 | José María López       | DS Virgin Racing               | 49     | +0.707              | 3    | 18     |
| 3   | 23 | Nick Heidfeld          | Mahindra Racing Formula E Team | 49     | +2.043              | 5    | 15     |
| 4   | 19 | Felix Rosenqvist       | Mahindra Racing Formula E Team | 49     | +2.621              | 6    | 12     |
| 5   | 8  | Nicolas Prost          | Renault e.Dams                 | 49     | +3.521              | 9    | 10     |
| 6   | 27 | Robin Frijns           | MS Amlin Andretti              | 49     | +7.999              | 7    | 8      |
| 7   | 3  | Nelson Piquet jr.      | NextEV NIO                     | 49     | +32.420             | 11   | 6      |
| 8   | 5  | Tom Dillmann           | Venturi Formula E Team         | 49     | +32.929             | 15   | 4      |
| 9   | 20 | Mitch Evans            | Panasonic Jaguar Racing        | 49     | +33.369             | 8    | 2      |
| 10  | 4  | Stéphane Sarrazin      | Venturi Formula E Team         | 49     | +34.051             | 20   | 1      |
| 11  | 88 | Oliver Turvey          | NextEV NIO                     | 49     | +35.082             | 14   |        |
| 12  | 33 | Esteban Gutiérrez      | Techeetah                      | 49     | +36.197             | 4    |        |
| 13  | 66 | Daniel Abt             | ABT Schaeffler Audi Sport      | 48     | Uitgevallen         | 16   |        |
| 14  | 6  | Mike Conway            | Faraday Future Dragon Racing   | 48     | +1 ronde            | 10   |        |
| 15  | 20 | Adam Carroll           | Panasonic Jaguar Racing        | 48     | +1 ronde            | 19   |        |
| 16  | 2  | Sam Bird               | DS Virgin Racing               | 47     | +2 ronden           | 18   | 1      |
| DNF | 11 | Lucas di Grassi        | ABT Schaeffler Audi Sport      | 38     | Ongeluk             | 13   |        |
| DNF | 7  | Jérôme d'Ambrosio      | Faraday Future Dragon Racing   | 35     | Uitgevallen         | 12   |        |
| DNF | 25 | Jean-Éric Vergne       | Techeetah                      | 33     | Ongeluk             | 2    |        |
| DNF | 28 | António Félix da Costa | MS Amlin Andretti              | 18     | Ongeluk             | 17   |        |

## Standen na de race

### Coureurs
| Positie | Rijder           | Team                           | Punten |
| ------- | ---------------- | ------------------------------ | ------ |
| 1       | Sébastien Buemi  | Renault e.Dams                 | 132    |
| 2       | Lucas di Grassi  | ABT Schaeffler Audi Sport      | 89     |
| 3       | Nicolas Prost    | Renault e.Dams                 | 58     |
| 4       | Nick Heidfeld    | Mahindra Racing Formula E Team | 47     |
| 5       | Jean-Éric Vergne | Techeetah                      | 40     |

### Constructeurs
| Positie | Team                           | Punten |
| ------- | ------------------------------ | ------ |
| 1       | Renault e.Dams                 | 190    |
| 2       | ABT Schaeffler Audi Sport      | 115    |
| 3       | Mahindra Racing Formula E Team | 87     |
| 4       | DS Virgin Racing               | 63     |
| 5       | NextEV NIO                     | 48     |